# Фёдоровский (Краснодарский край)
Фёдоровский — хутор в Новокубанском районе Краснодарского края.
Входит в состав Верхнекубанского сельского поселения.

## География
Хутор расположен на автодороге Кавказ. Абсолютная высота — 186 м над уровнем моря.

## Население
| 2002 | 2010 |
| ---- | ---- |
| 438  | ↗458 |

## Улицы
| - ул. Вишнёвая, - ул. Заветная, - пер. Заветный, | - ул. Кооперативная, - ул. Луговая, - ул. Светлая, | - ул. Тополёвая, - ул. Широкая, - ул. Шоссейная. |

## Известные уроженцы
- Светличный, Владимир Андреевич (1927—1994) — советский сельскохозяйственный деятель, Герой Социалистического Труда.